# عبده داغر
عبده داغر (11 سبتمبر 1936- 10 مايو 2021)، هو عازف مصري رائد، يُعد من أشهر عازفي الكمان في العالم، وأول من وضع منهجًا لتدريس الموسيقى الشرقية في الجامعات، ساهم في إثراء الحركة الثقافية، وأسس مع عبد الحليم نويرة فرقة الموسيقى العربية. عزف مؤلفاته على مسارح عالمية، وصُمم له تمثالًا في متحف الموسيقى في ألمانيا.

## سيرته
ولد عبده داغر في مدينة طنطا عام 1936، وكانت بدايته مع العود، فوالده صاحب محل صناعة أعواد. وفي حوار له مع راديو مونت كارلو يقول داغر أن والده درب الكثير من المشاهير الموسيقيين المصريين مثل الموسيقار محمد فوزي والموسيقار بليغ حمدي.
تعلم العزف على آلة العود في سن السابعة، على غير رغبة والده، ثم جذبته آلة الكمان، بعدما شاهد عازف الكمان الكلاسيكي "David Oistrakh"، وتعلمها في سن العاشرة. في طنطا، بدأ حياته مع المطربة هنيات شعبان، وعمل مع «الصييتة والعوالم» في الموالد. لم يهجر داغر العود، وأسس ورشة لصناعته.

## عمله
في شبابه عمل عبده داغر عازفًا للكمان في تخت العديد من مشاهير الغناء المصري مثل كوكب الغناء العربي أم كلثوم وموسيقار الجيلين محمد عبد الوهاب ومحمد عبد المطلب. وأسس مع الموسيقار عبد الحليم نويرة في عهد وزير الثقافة الراحل ثروت عكاشة فرقة الموسيقى العربية الشهيرة. وكوّن داغر بـ«الصولو كمان» ثنائيا شهيرا مع الشيخ محمد عمران، فكانت تقام سهرات فنية ببيت «داغر» يوميا، قدما فيها سويا عشرات الأغنيات، مثل «حلم» لأم كلثوم، ومواويل «يا من هواه أعزه وأذلني/ كيف السبيل إلى وصالك دلني»، «فرح الزمان/ اليوم حان الموعد»، «ناجاك قلبي خاشعا ولساني»، ومؤخراً اتفقت معه رئيسة دار الأوبرا المصرية د.إيناس عبد الدايم على تولي الإشراف والتدريب على بيت الكمان الشرقي.

## وفاته
تُوفي عبده داغر في 10 مايو (أيار) 2021 بمستشفى هوليوبلس في مصر الجديدة، عن عمرٍ ناهز 85 عامًا.